# قلعه آخوند
قلعه آخوند یک روستا در ایران است که در دهستان کلاته‌های غربی شهرستان شاهرود واقع شده‌است.